# Anna Calvi
Anna Calvi (* 24. září 1980, Twickenham, Londýn, Spojené království) je britská zpěvačka, kytaristka a skladatelka s impresionistickým hlasem, která v roce 2011 vydala své debutové album pod názvem Anna Calvi.
V roce 2011 byla nominována na BBC Sound of 2011. Tato cena britských kritiků vyhlašuje interpreta s největší šancí na prosazení se a zároveň zaručuje vítězi větší popularitu.
Do povědomí veřejnosti vešla Anna Calvi v roce 2010 svým prvním singlem „Jezebel“ od Wayna Shanklina, který proslavila Édith Piaf.
Českým fanouškům se představila v Hradci Králové na 18. ročníku festivalu Rock for People 6. července 2012.

## Diskografie
- Anna Calvi (2011)
- One Breath (2013)
- Hunter (2018)
- Hunted (2020)